# Im Namen des Kaisers
Im Namen des Kaisers ist ein 1924 gedrehter deutscher Stummfilm von Robert Dinesen mit Lya de Putti, Hans Adalbert Schlettow und Erich Kaiser-Titz als Kaiser in den Hauptrollen.

## Handlung
Russland zur Zeit des Zarentums. Drei Offiziere des Kaisers haben im betrunkenen Zustand die Studentin und Beamtentochter Sonja Smirnow überfallen und verschleppt. Schließlich vergewaltigt sie Graf Boris Michailowitsch, ein Leutnant der Leibgarde des Zaren. Die junge Frau kehrt derangiert heim, kann aber keine Angaben über die ihr bis dahin unbekannten Männer, die ihr Gewalt angetan hatten, machen. Die nachfolgende Anzeige bei der Polizei führt zu keinem Resultat. Durch einen Zufall erfährt Michailowitschs Tante, die zugleich Hofdame der Zarin ist, von der Schandtat, ohne zu wissen, dass ihr Neffe der Hauptschuldige ist. Sofort informiert sie die Kaiserin von dem Gewaltakt. Dadurch wird auch der Kaiser selbst in Kenntnis gesetzt. Der Zar ist derart erbost ob einer solchen Schandtat, appelliert an ein (nicht mehr vorhandenes) Ehrgefühl und fordert die Schuldigen auf, sich zu stellen. Da sich keiner der Verbrecher in Uniform meldet, lässt man Sonja herbeiführen und die Leibgarde abschreiten, um herauszufinden, ob einer aus der unmittelbaren Umgebung des Monarchen in die Vergewaltigung verwickelt war. Erst jetzt melden sich die Männer. Der Kaiser verfügt, dass der Wohlhabendste unter ihnen, ausgerechnet Vergewaltiger Boris, der noch immer sein Verbrechern nicht eingestehen mag, Sonja heiraten müsse, um ihre Ehre wiederherzustellen. Alle Mittäter werden nach Sibirien verbannt, und deren Güter fallen dem Opfer zu.
Aus der Vergewaltigung ist ein Kind entstanden. Sonja verlangt von ihrem aufgezwungenen Gatten, dass er den Namen des Kindvaters nennen soll. Doch Boris ist sehr kaltschnäuzig und meint, dass sie ja nun ihre Rache gehabt habe. Die seine aber sei, dass er den Namen des Täters niemals verraten werde. Zwei Jahre vergehen, und Sonja, die Mitleid mit ihrem Ehemann hat, bittet um dessen Begnadigung. Doch Ex-Leutnant Boris will erst wieder heimkehren, wenn auch seine beiden Mitverbannten wieder auf freien Fuß gesetzt werden. Der Kaiser gibt seine Entscheidung bekannt: „Der Vater des Kindes muss sich bekennen, dann begnadige ich alle drei.“ Um ihren einstigen Peinigern eine goldene Brücke zu bauen, entscheidet sich die selbstlose Sonja dazu, den Verbannten nach Sibirien zu folgen, um dort die Wahrheit herauszubekommen. Trotz der schrecklichen Umstände ihrer aller Begegnung, entwickelt sich zwischen dem Opfer und den drei Tätern allmählich eine leidlich gute Beziehung. Selbst der Hass von Boris zu seiner aufgezwungenen Ehefrau weicht schließlich dem Gefühl, Sonja etwas schuldig zu sein, und so gesteht er seine Vaterschaft. Gemeinsam können die beiden nunmehr zu ihrem Kind heimkehren.

## Produktionsnotizen
Im Namen des Kaisers entstand ab dem 4. November 1924 bis kurz vor Jahresende, passierte die Zensur am 14. Februar 1925 und wurde vier Tage darauf in Berlins Marmorhaus uraufgeführt. Der mit Jugendverbot belegte Sechsakter besaß eine Länge von 2358 Metern. In Österreich lief der Streifen unter dem Titel „Verbannt nach Sibirien“ am 14. Mai 1925 an.
Willi A. Herrmann schuf die Filmbauten.